# Halicylindrolaimus conicaudatus
Halicylindrolaimus conicaudatus är en rundmaskart som beskrevs av Allgen 1959. Halicylindrolaimus conicaudatus ingår i släktet Halicylindrolaimus och familjen Linhomoeidae. Inga underarter finns listade i Catalogue of Life.